# Сатпаєв Каниш Імантайович
Кани́ш Іманта́йович Сатпа́єв (каз. Қаныш Имантайұлы Сәтбаев, 31 березня (12 квітня) 1899 — 31 січня 1964) — казахський радянський вчений-геолог, організатор науки і громадський діяч. Доктор геолого-мінералогічних наук (1942), професор (1950), академік АН Казахської РСР (1946), дійсний член АН СРСР (1946), перший Президент Академії наук Казахської РСР. Один із засновників радянської металогенічної науки, основоположник казахської школи металогенії.

## Біографія

### Дитинство і юність
Каниш Сатпаєв народився в родині бія в одному зі степових аулів Аккелинської волості Павлодарського повіту Семипалатинської області, яка на той час входила до складу Російської імперії (нині — аул Сатпаєв Баянаульського району Павлодарської області Казахстану).
З 1909 до 1911 року Каниш навчався в аульній школі. 1911 року вступив до російсько-казахського училища в місті Павлодарі, яке закінчив 1914 року з відзнакою. Закінчивши училище, Каниш Сатпаєв, попри заперечення батька, вирушив здобувати освіту в учительську семінарію в Семипалатинську, де через хворобу на туберкульоз у нього виникли проблеми з закінченням освіти. Проте, 1918 року він склав іспити екстерном і отримав диплом про закінчення семінарії.
Каниш Імантайович мав намір продовжити навчання, аби здобути вищу освіту, проте з атестатом семінарії в той час у виші приймали тільки за умови здачі іспитів з математики та однієї іноземної мови. Наступні півтора року Сатпаєв готувався для вступу до Томського технологічного інституту. Паралельно з навчанням Сатпаєв працював учителем природознавства на дворічних педагогічних курсах у Семипалатинську.
Однак роботу і навчання довелося відкласти через загострення туберкульозу. Майже рік Сатпаєв провів у рідному Баян-Аулі. Перебуваючи на лікуванні в Баян-Аулі, Каниш Сатпаєв почав складати підручник з алгебри для казахських шкіл, роботу над яким завершив у 1924 році. Цей підручник став першим шкільним підручником з алгебри казахською мовою.
1920 року Сатпаєва призначено першим в Баян-Аулі головою Казкультпросвіти (радянська установа з проведення культурно-освітньої роботи серед трудящих). Тоді ж постановою Павлодарського ревкому його призначено народним суддею 10-ї дільниці Баянаульского району.
На початку 1921 року відбулася зустріч Сатпаєва з геологом Михайлом Усовим, який приїхав у Баян-Аул на кумисолікування. Усову вдалося зацікавити юнака геологією, і того ж 1921 року Каниш Сатпаєв, залишивши посаду народного судді, вступив до технологічного інституту в Томську. Проте вже на початку 1922 року через нове загострення туберкульозу Сатпаєву довелося повернутися в рідний аул. Не бажаючи переривати навчання, Сатпаєв пройшов університетський курс удома, з допомогою М. А. Усова, який часто приїжджав в Баян-Аул на лікування. Повернувшись через півтора року в університет, Каниш успішно його закінчив у 1926 році. Після закінчення навчання молодий інженер повернувся на батьківщину.

### Наукова кар'єра

#### Дослідження Джезказгану
У 1926 році, у статусі гірничого інженера, Сатпаєва скерували в Атбасарський трест кольорових металів на посаду начальника геологічного відділу, а через рік, у 1927-му, обрали членом правління цього тресту.
Атбасарському тресту підпорядковувалось мідне родовище і недобудований мідеплавильний завод у селищі Карсакпай. Будівництво заводу було розпочате десятьма роками раніше, коли англійці взяли в концесію у бая Карсакпая територію і почали пошуки міді. Вони побудували плавильний цех, частково встановили обладнання, але багато міді знайти їм не вдалося. З початком революційних подій в Росії англійці покинули завод, і його згодом вирішила добудувати радянська влада. Сатпаєв, як головний геолог тресту, вирушив туди, аби оглянути місцевість і дізнатись, як просуваються будівельні роботи. І керівництво заводу, і фахівці, що займались родовищем, ставилися до перспективи розвитку видобутку міді в регіоні дуже скептично. Вони вважали, що її запасів вистачить лише на 10-15 років. Однак, оглянувши місцевість, Каниш Імантайович з ними не погодився. Він вважав, що в районі Джезказгану є величезні, раніше не виявлені, запаси міді. Домігшись від Геолкому виділення одного верстата, Сатпаєв почав досліджувати місцевість на наявність металу. Керівництво Геолкому й експерти, які були знайомі з Джезказганським регіоном, вважали ідею Сатпаєва приреченою на провал.
Втім, уже через рік після початку робіт, Сатпаєв натрапив на великий пласт руди потужністю понад десять метрів. Результати аналізу, проведеного в Ленінграді, показали, що в цьому раніше невідомому пласті була руда з багатим вмістом міді. Завдяки цьому відкриттю Сатпаеву вдалося розширити пошукові роботи в 1928 році. Виявивши ще три великі родовища, геолог збільшив обсяг дослідних робіт на 1929 рік удвічі. 1929 року він відкрив ще три поклади і одне нове рудне поле. Враховуючи ці обставини, Сатпаєв опублікував у журналі «Народне господарство Казахстану» статтю, в якій заявив, що потенційно Джезказган є однією з найбагатших провінцій міді у світі, більшою, ніж більшість провінцій Америки. Ґрунтуючись на своїх припущеннях, Каниш Імантайович дійшов висновку, що Карсакпайський завод не подужає обсяг видобутої у Джезказгані руди. Також він обґрунтував необхідність побудови в регіоні водосховища і прокладення ширококолійної залізниці. З усіма цими пропозиціями він регулярно звертався до керівництва, виступав у друкованих виданнях, і навіть пропонував внести розвиток регіону в п'ятирічний план розвитку економіки СРСР.
Пропозиції Сатпаєва викликали негативну реакцію серед керівництва тресту та Геолкому. Замість пропонованого молодим геологом плану розвитку Джезказгану вони запропонували залишити обсяги дослідних робіт на 1930 рік без змін. Тоді Сатпаєв, наполягаючи на своїй правоті, домігся розгляду своїх пропозицій на засіданні гірничо-металургійного сектора ВРНГ. Після тривалих дебатів ВРНГ погодилася з думкою Геолкому і визнала аргументи Сатпаєва неповажними. Не бажаючи миритися з висновками ВРНГ, Каниш Імантайович навесні 1930 року домігся зустрічі з головою Держплану СРСР Глібом Кржижановським, якому обґрунтував свої пропозиції. Після цього на розвідку Джезказгану виділили додаткову суму коштів, бурову техніку і кадри. У наступні два роки обсяги дослідних робіт і далі зростали. Почало вирішуватися питання з нестачею в регіоні води, що хвилювало Сатпаєва — йому вдалося домовитися про початок з наступного, 1933 року, гідрогеологічних досліджень району з метою пошуку води.
Однак на початку 1933 року Геолком ухвалив рішення різко скоротити фінансування розвідувальних робіт в Джезказгані. Залишено лише один відсоток від суми попереднього року. Аргументом на користь такого рішення була нерозвинена інфраструктура регіону: не було ні залізниці, ні автомобільної дороги, не було води й багатьох інших умов для життя. З метою зберегти кадри і продовжити роботи Каниш Імантайович був змушений шукати додаткові джерела фінансування. Він уклав угоду з трестами «Золоторозвідка» і «Лакокрассировина» про розвідку родовищ необхідних їм копалин. Однак наявних коштів було недостатньо ні для збереження, ні тим більше для збільшення дослідних робіт. Сатпаєв звернувся за допомогою до Михайла Усова і його друга, професора В. А. Ванюкова. За їхньої підтримки Канишу Сатпаєву вдалося виступити в Академії наук СРСР і довести обґрунтованість зроблених ним висновків щодо запасів мідної руди Джезказгану. У постанові третьої сесії Академії 1934 року йшлося про необхідність будівництва протягом третьої п'ятирічки в Джезказгані мідеплавильного комбінату. Сесія також підтримала пропозицію Сатпаєва про будівництво залізничної гілки Джезказган — Караганда — Балхаш. Згодом Каниш Імантайович обґрунтував свої пропозиції перед наркомом важкої промисловості Григорієм Орджонікідзе. Після цього в регіоні почалися широкі дослідницькі роботи. Згодом виявилося, що Джезказганське мідне родовище було на той момент найбільшим у світі за прогнозованими запасами. До 1940 року в Джезказгані було побудовано Досмурзинське водосховище і залізниця, що з'єднала Джезказган, Караганду і Балхаш.
За заслуги у відкритті багатств Улутауського району (відкриття Джезказганського родовища) Каниш Сатпаєв 1940 року удостоєний найвищої нагороди СРСР — ордена Леніна.

#### Казахська філія Академії наук СРСР
1941 року, за ініціативою 2-го секретаря ЦК КП Казахстану Жумабая Шаяхметова, Каниша Сатпаєва перевели на роботу в Алма-Ату. Його призначили директором Інституту геологічних наук та заступником голови Президії казахської філії Академії наук СРСР (КазФАН СРСР). Через те, що голова філії Й. Ф. Григор'єв жив у Москві і не міг повноцінно виконувати свої обов'язки, 1942 року Сатпаєва призначили головою Президії КазФАН СРСР.
Незабаром після початку війни, в серпні 1941 року, німецька армія захопила Нікополь, основне родовище марганцю в Радянському Союзі. Наприкінці листопада того ж року вона перерізала залізничну колію до Чиатурського родовища, другого за значимістю після Нікополя. Це практично повністю зупинило видобуток марганцю в СРСР, адже ці два родовища давали 91,6 % марганцевої руди Радянського Союзу. Гостро постало питання пошуку нових марганцевих родовищ. Каниш Сатпаєв виявив марганцеві прояви в селищі Жезди, що в Джезказганській області, ще 1928 року. Згадавши про це, він організував геологорозвідувальний загін з метою дослідити місцевість на наявність марганцю. За його дорученням попередні розрахунки були складені в найкоротші терміни і відправлені до Наркомату чорної металургії. Восени 1941 року в Джезди прибула комісія, організована за дорученням наркома чорної металургії І. Ф. Тевосяна. Через хворобу Сатпаєв не зміг особисто взяти участь у роботі комісії. Вивчивши місцевість за кілька днів, комісія дійшла висновку, що «марганець в Джезди є, але його запаси потрібно дорозвідати, а заявлений запас заснований на недостатньому матеріалі». Утім, Сатпаєв домігся того, щоб питання про відкриття рудника підняли в ЦК КП(б) Казахстану. Партійне керівництво Казахстану визнало правоту Каниша Імантайовича. Воно повідомило про своє рішення ДКО, який, у свою чергу, з огляду на величезний дефіцит марганцю в країні, доручив побудувати в Джезди рудник і почати видавати руду уральським заводам. Доручення виконано впродовж сорока днів, і 12 червня 1942 року Джездинський рудник почав давати марганець. До 1943 року рудник видавав 70,9 % марганцевих руд країни.
1942 року Сатпаеву присудили Сталінську премію за монографію «Рудні родовища Джезказганського району», яка узагальнювала результати досліджень, отримані ним за 15 років вивчення регіону. Крім цього, на той момент Каниш Сатпаєв опублікував понад сорок наукових праць. За сукупністю робіт 17 серпня 1942 року Вища атестаційна комісія надала геологу ступінь доктора геолого-мінералогічних наук.
Влітку 1943 року Каниша Імантайовича обрали членом-кореспондентом Академії наук СРСР і затвердили на посаді голови Президії КазФАН СРСР. 1944 року Президія Верховної Ради КазРСР надала Сатпаєву звання «Заслужений діяч науки Казахської РСР».
У 1945 році, враховуючи швидкі темпи розвитку КазФАН СРСР, її керівника Сатпаєва нагороджено другим орденом Леніна. А за мобілізацію ресурсів в роки війни — удостоєно ордена Вітчизняної війни 2-го ступеня.

#### Перший президент Академії наук Казахської РСР
Ще 1944 року Каниш Сатпаєв почав замислюватися над створенням в Казахстані Академії наук. З серпня того року розпочато підготовчі заходи. Активно велося листування з відділом науки ЦК КПРС. Сатпаєв регулярно їздив у відрядження до Москви, де доводив необхідність організації Академії наук Казахської РСР в Раді баз і філій АН СРСР, відділ науки ЦК КПРС і Академії наук СРСР. В період з 1944 по 1946 роки було створено 11 нових науково-дослідних інститутів. Також було розроблено проєкт головної будівлі майбутньої академії, автором якого був архітектор Олексій Щусєв.
1 червня 1946 року в будинку Театру опери та балету імені Абая відбулася офіційна церемонія відкриття Академії наук Казахської РСР. Два дні по тому, 3 червня, на перших загальних зборах Академії, які відбулися в залі засідань Президії Верховної Ради Казахської РСР, Каниша Сатпаєва обрано її академіком і президентом. Того ж року Сатпаєва обрано академіком Академії наук СРСР і депутатом Верховної Ради СРСР 2-го скликання. У 1947 році його обрали членом Президії комітету з Ленінських і Державних премій при Раді міністрів СРСР, на цій посаді він залишався до кінця життя. 1949 року Каниша Імантайовича обрано членом ЦК Комуністичної партії Казахстану. У 1950 році його затвердили у вченому званні професора за спеціальністю «геологія» і обрали депутатом Верховної Ради СРСР 3-го скликання. У 1951 році Сатпаєв, за дорученням Президії АН СРСР, взяв участь в організаційній сесії Академії наук Таджицької РСР. На цій сесії Каниша Імантайовича обрано почесним членом таджицької Академії наук.
Наприкінці 1946 року над Академією наук і її керівником Сатпаєвим почали «збиратись хмари». Тоді було організовано комісію ЦК КП Казахстану для перевірки діяльності Інституту мови і літератури АН Казахської РСР. Комісія постановила, що інститут припустився грубих політичних помилок в оцінці творчості багатьох діячів минулого, а також збочень націоналістичного характеру. У наступні роки Академія наук відчувала великий наплив комісій та перевірок в наукових установах біологічного профілю. Також Академія зазнала великих перевірок в рамках «Справи лікарів».
У вересні 1949 року інструктор Відділу пропаганди і агітації ЦК КП(б) Казахської РСР Я. Гончарок звернувся до Георгія Маленкова з листом, в якому висунув такі звинувачення на адресу Сатпаєва і Академії наук Казахської РСР:
- В Академії «понад сто колишніх баїв, алаш-ординців, їхніх родичів, білогвардійців та раніше суджених за контрреволюційні злочини, що становить 13 % від загального складу співробітників Академії»;
- Кумівство та пристосуванство в Академію родичів Сатпаєва. Серед співробітників Академії — «4 зяті, діти, племінники, одноаульці та інші родичі Сатпаєва»;
- Створення «фіктивних посад» в Академії;
- Низька якість деяких захистів дисертацій, «при явно занижених вимогах, бо здобувачі вчених ступенів мають протекцію у керівних працівників Академії».

У 1951 році вчені Х. Д. Джумалієв, Е. С.  Ісмаілов, письменник М. О. Ауезов і композитор А. К. Жубанов були звинувачені в націоналізмі. Канишу Сатпаєву було вказано на необхідність звільнити цих людей. Сатпаєв відмовив: «Ось моя відповідь: я не дам згоди на таку безпідставну чистку в жодній з доручених мені наукових установ, принаймні поки я керую ними». Того ж 1951 року гострій критиці піддавали і самого Каниша Сатпаєва. Його звинуватили в приховуванні соціального походження під час вступу в партію, опіці націоналістів і приховуванні того, що 1917 року він був агітатором партії «Алаш-Орда». Потім Бюро ЦК КП Казахстану своїм рішенням від 23 листопада 1951 року зняло його з посади президента і члена президії Академії наук Казахської РСР.
Незабаром після цього стало вірогідним і звільнення Сатпаєва з посади директора Інституту геологічних наук АН Казахської РСР. Зазнав критики стиль його керівництва. Незадоволені особи писали скарги у вищі інстанції, внаслідок чого інститут стали відвідувати різні комісії і перевірки. Завдяки підтримці керівництва АН СРСР посаду директора йому вдалося зберегти.

#### Діяльність після звільнення
Після того, як Сатпаєва звільнили з посади голови Академії наук Казахстану, президент союзної академії О. М. Несмєянов запропонував йому зайняти посаду керівника Уральського відділення АН СРСР. Однак Каниш Імантайович відмовився і вирішив залишитися в Алма-Аті (нині Алмати) на посаді директора Інституту геологічних наук.
Ще 1942 року в геологічному інституті виникла ідея про складання металогенічних прогнозних карт корисних копалин Центрального Казахстану. 1952 року Сатпаєв зібрав групу геологів і взявся за здійснення цієї ідеї. До складу групи увійшли Р. А. Борукаєв, І. І. Бок, Г. Ц. Медоєв, Г. Н. Щерба, Д. М. Казанлі, Г. Б. Жилінський і В. П. Новохатський. Роком раніше, у 1951-му, дослідження в цій же царині розпочав колектив Всесоюзного науково-дослідного геологічного інституту (ВСЕГЕІ).
У перший рік наукових досліджень група вчених-геологів під керівництвом Сатпаєва розробила відмінний від тих, що існували раніше, «Комплексний метод інформаційного металогенічного аналізу і прогнозу родовищ», який згодом був основою комплексних металогенічних досліджень в СРСР. 1953 року вони склали робочі макети прогнозної карти. Також, паралельно з дослідженнями і розробками, в Алма-Аті регулярно відбувалися наукові конференції, на яких обговорювалися досягнуті результати та плани подальших дій. У 1954 році відбулася завершальна конференція, за підсумками якої прогнозну карту рекомендовано перевірити у виробничих умовах. Слідом за Інститутом геологічних наук АН Казахської РСР завершив свою роботу зі складання карти колектив ВСЕГЕІ.
Протягом наступних чотирьох років, з 1954 по 1958 роки, карти перевіряли на точність і якість, на цю тему йшли наукові суперечки. Остаточні підсумки підведено в грудні 1958 року: прогнозну карту, розроблену Інститутом геологічних наук АН КазРСР визнали найточнішою. З нагоди цього групі геологів на чолі з Канишем Сатпаєвим і Григорієм Щербою присудили Ленінську премію.

#### Президент Академії наук Казахської РСР 1955—1964
1954 року змінилося керівництво ЦК Компартії Казахстану. Першим секретарем став П. К. Пономаренко, другим — Л. І. Брежнєв. Вони переглянули справу, пов'язану з обвинуваченням Сатпаєва 1951 року і визнали вченого невинним. У червні 1955 року Каниша Імантайовича знову обрали президентом Академії наук Казахської РСР. 1956 року його обрали членом ЦК КП Казахстану.
В лютому 1956 року, в рамках шостої п'ятирічки, перед республікою було поставлено завдання в п'ять разів збільшити збір зерна, а також прискорити розвиток промисловості. З метою виконання завдань, Каниш Сатпаєв склав план робіт по найбільш важливих галузях науки. Для ефективного контролю за їх виконанням було створено Раду з вивчення продуктивних сил при Академії наук Казахської РСР (РВПС). За короткий термін було виконано великий обсяг наукових досліджень з вивчення природних ресурсів республіки і розробки ефективних методів їх використання. 1957 року Сатпаєва нагородили третім орденом Леніна за мобілізацію Академії наук КазРСР на освоєння цілинних і перелогових земель.
Ще наприкінці 1940-х років учені зрозуміли серйозність проблеми дефіциту води в Центральному Казахстані. Через територію Казахстану протікають 2174 річки, серед яких повноводні Іртиш, Ішим, Урал, Сирдар'я, Ілі та інші. Проте лише 5,5 % води річок припадало на частку Центрального Казахстану. 1949 року, під час виїзної сесії Академії наук КазРСР, Ш. Ч. Чокін запропонував спорудити канал, що перекинув би в Центральний Казахстан води Іртиша. Його ідею схвалили К. І. Сатпаєв і присутній на сесії академік І. П. Бардін.
Згодом Сатпаєв всіляко сприяв просуванню проєктування каналу, обґрунтовував його будівництво у вищих інстанціях Радянського Союзу. Влітку 1959 року Каниш Сатпаєв обґрунтував необхідність будівництва каналу перед головою Держплану СРСР О. М. Косигіним і добився, щоб його спорудження включили в семирічку. Сьогодні ця споруда відома як канал Іртиш — Караганда.
У 1958 році Каниша Імантайовича обрано депутатом Верховної Ради СРСР 5-го скликання. 1959 року його обрали делегатом XXI з'їзду КПРС, а 1961-го — делегатом XXII з'їзду КПРС. Того ж 1961 року Сатпаєва обрали членом Президії Академії наук СРСР, на цій посаді він залишався до кінця життя. У 1962 році Президії АН Казахської РСР і АН СРСР виступили з ініціативою надати Сатпаєву звання Героя Соціалістичної Праці, однак 1-й секретар ЦК КП Казахстану Д. А. Кунаєв у наданні звання відмовив. 1962 року Сатпаєва обрали депутатом Верховної Ради СРСР 6-го скликання і заступником голови Ради Союзу Верховної Ради СРСР 6-го скликання. 1963 року Каниша Імантайовича нагороджено четвертим орденом Леніна за заслуги у розвитку геологічної науки.
Помер Каниша Сатпаєв на 65-му році життя, 31 січня 1964, в Москві, після тривалої хвороби. Похований 3 лютого на Центральному кладовищі  Алма-Ати. 1968 року на могилі встановлено пам'ятник скульптора А. П. Антропова, архітектора Н. А. Простакова.

## Особисте життя
Батько Каниша Імантайовича — Імантай Сатпаєв був бієм (головою аулу). З першою дружиною Нурум він прожив понад чверть століття. У них була єдина дочка, яка померла в дитинстві. Це стало причиною розлучення. Друга дружина батька — Аліма. У них було троє дітей: дочка Казиза і два сини, Бокеш (Газиз) і Каниш.
Каниш Сатпаєв був двічі одружений. Від першого шлюбу народилися дві дочки Ханіса, Шамшиябану і син Майлибай, який помер шістнадцятирічним. З другою дружиною Таїсією Олексіївною (до шлюбу Кошкіною) народилися дочки Меіз, Міріам і син, що помер в дитинстві.
Каниш Сатпаєв добре знався на народних піснях і поезії. Брав участь в археологічних та історичних дослідженнях Казахстану. 1935 року, досліджуючи Джезказганську область, Каниш Сатпаєв виявив камінь з написом, залишений Тамерланом 1391 року, під час походу в казахський степ. Восени 1936 року камінь відправили в Ермітаж.

## Внесок у науку

### Наукові дослідження
Однією з найбільших наукових заслуг Сатпаєва є те, що він, незважаючи на незгоду з ним низки знаних фахівців, як-от І. С. Яговкін, В. К. Котульський, О. О. Гапєєв та інші, продовжив вивчення Джезказганського району і в 1930-х роках відкрив Улутау-Джезказганське міднорудне родовище, яке на момент виявлення вважалося найбільшим у світі за прогнозованими запасами.
До заслуг Сатпаєва також належить те, що за його дорученням і під його керівництвом в 1940-х роках в Казахстані було відкрито і розроблено Джездинське марганцеве родовище, що дозволило Радянському Союзу в роки війни, попри втрату українського Нікополя і Чиатурського родовища в Грузії, продовжити випуск броньової сталі. У роки війни 70,9 % марганцевої руди СРСР добуто на цьому родовищі.
Розроблений Сатпаєвим в 1950-х роках «Комплексний метод інформаційного металогенічного аналізу і прогнозу родовищ» був найточнішим в СРСР, і став основою комплексних металогенічних досліджень.

### Наукові кадри
Каниш Сатпаєв привів у науку і виховав низку наукових кадрів, які згодом стали видатними вченими й істотно вплинули на розвиток казахстанської науки. Одним з таких людей є вчений-енергетик Ш. Ч. Чокін. За наполяганням Сатпаєва 1943 року Шафіка Чокиновича перевели з тресту Казсільгоспелектро в КазФАН СРСР завідувачем сектора енергетики. Це обійшлося Канишу Імантайовичу конфліктом з наркомом землеробства Казахської РСР А. Д. Даулбаєвим, який не хотів відпускати Чокіна. Згодом Чокін став засновником казахської енергетичної науки. Крім Чокіна, Каниш Сатпаєв привів у науку майбутнього академіка А. Х. Маргулана. Алькей Хаканович згодом став визначним вченим-археологом і засновником казахської археологічної науки. Сатпаєв помітив талант геолога Ш. Є. Єсенова, і згодом вплинув на те, щоб його призначили на посаду міністра геології Казахської РСР. Каниш Сатпаєв також привернув у науку Є. А. Букетова, призначивши його директором хіміко-металургійного інституту Академії наук Казахської РСР 1960 року. Згодом Евней Арстанович став автором низки відкриттів в хімічній науці і лауреатом Державної премії СРСР.

### Організація науки
Крім наукових досліджень і виховання наукових кадрів, Каниш Сатпаєв прославився як видатний організатор науки Казахстану.
Під час війни, заради безпеки, Президію Академії Наук СРСР разом з багатьма вченими з різних галузей науки евакуювали в Алма-Ату. Каниш Сатпаєв, скориставшись можливістю, залучив евакуйованих вчених до наукової діяльності Казахської філії Академії Наук. Як підсумок філія за короткий час виросла у великий науковий центр. 1941 року, коли Сатпаєв був призначений виконувачем обов'язків голови Президії Казахської філії АН СРСР, КазФАН складалася з 100 наукових співробітників, з яких 14 були кандидатами наук, і три — докторами. Проте до 1945 року КазФАН СРСР налічувала вже 500 наукових співробітників, серед яких 18 докторів наук і 44 кандидати. Через п'ять років після призначення Сатпаєва на посаду керівника КазФАН СРСР, 1946 року, невеличка філія стала Академією наук Казахської РСР. До 1964 року АН Казахської РСР стала однією з найбільших республіканських академій в СРСР.

### Вибрані монографії
- Сатпаев К. И. Джезказганский меднорудный район // Избранные труды. В 5 т. — Алма-Ата : Издательство «Наука Казахской ССР», 1967. — Т. 1. — 279 с.
- Сатпаев К. И. Полезные ископаемые Джезказган-Улутауского района // Избранные труды. В 5 т. — Алма-Ата : Издательство «Наука Казахской ССР», 1968. — Т. 2. — 222 с.
- Сатпаев К. И. Проблемы металлогении и минеральные ресурсы Казахстана // Избранные труды. В 5 т. — Алма-Ата : Издательство «Наука Казахской ССР», 1968. — Т. 3. — 313 с.
- Сатпаев К. И. Проблемы развития науки в Казахстане // Избранные труды. В 5 т. — Алма-Ата : Издательство «Наука Казахской ССР», 1969. — Т. 4. — 291 с.
- Сатпаев К. И. Статьи, публицистика и материалы к биобиблиографии // Избранные труды. В 5 т. — Алма-Ата : Издательство «Наука Казахской ССР», 1970. — Т. 5. — 326 с.
- Сатпаев К. И. Избранные статьи о науке и культуре. — Алма-Ата : Издательство «Наука Казахской ССР», 1989. — 438 с.

### Вибрані статті
- Сатпаев К. И. Положение Карсакпайского района // Җаңа мектеп. 1927. № 5/6. С. 47-64. (казах.)
- Сатпаев К. И. Будущее Карсакпайского района // Җаңа мектеп. 1927. № 7/8 С. 39-46. (казах.)
- Сатпаев К. И. Атбасарское медное дело и его перспективы // Народное хозяйство Казакстана. 1928. № 9/10. С. 212—232.
- Сатпаев К. И. Против оппортунистического планирования Главцветмета // Казахстанская правда. 1937. 20 июля.
- Сатпаев К. И. Выдающееся произведение казахской советской литературы: (К присуждению Гос. премии СССР М. Ауэзову за роман «Абай») // Вестник АН Казахской ССР. 1949. № 5. С. 10-13; То же // Казахстан. 1949. № 15. С. 127—130.
- Сатпаев К. И., Русаков М. П., Сейфуллин С. Ш. и др. К вопросам генезиса руд Джезказгана: Против надуманных и беспочвенных теорий в рудогенетической науке // Известия АН Казахской ССР, Серия геологическая. 1956. Вып. 23. С. 105—145.
- Сатпаев К. И. Геология и минеральные богатства Казахстана // Вестник АН СССР. 1957. № 10. С. 60-65.
- Сатпаев К. И. Совместно с практиками // Правда. 1961. 12 июня.
- Сатпаев К. И. Составители букваря недр // Советский Казахстан. 1961. 24 июня.

## Нагороди
Нагороди
- 1940, 1945, 1957, 1963 — ордени Леніна.
- 1942 — Орден Вітчизняної війни 2-го ступеня.
- 1945 — Медаль «За доблесну працю у Великій Вітчизняній війні 1941—1945 рр.»

Премії
- 1942 — Сталінська премія.
- 1958 — Ленінська премія.

Почесні звання
- 1951 — почесний член Академії наук Таджицької РСР.
- 1964 — перший почесний громадянин міста Джезказкан[34].
- 1977 — перший почесний громадянин міста Сатпаєв[35].

## Ушанування пам'яті
- Після смерті вченого, у 1967 році, на кіностудії «Казахфільм» вийшов документальний фільм режисера Якова Смирнова «Академік Сатпаєв». У фільмі йдеться про діяльність Сатпаєва в часи війни і після заснування ним Академії наук республіки[36].
- Першому президенту Академії наук Казахської РСР встановлені пам'ятники як в Казахстані, так і за кордоном: в Алмати, Атирау, Актау, Караганді, Жезказгані, Павлодарі, Степногорську, Баянаулі, Аксу, Томську (Росія).
- На честь Каниша Імантайовича Сатпаєва назване місто Сатпаєв в Карагандинської області (до 13 вересня 1990 року — місто Нікольський), аул в Баянаульському районі Павлодарської області, вулиці в Алмати і Павлодарі. Його ім'я присвоєне Казахському національному технічному університету, Інституту геологічних наук в Алмати і Екібастузькому інженерно-технічному інституту.
- Ім'ям Саптаєва названі гірська кільцева структура  Велике кільце Сатпаєва[37] і льодовик на північному схилі хребта Джунгарський Алатау (витік річки Лепси)[38], канал Іртиш — Караганда імені Каниша Сатпаєва[39], астероїд 2402 головного поясу, відкритий Миколою Чернихом. На честь Сатпаєва названі мінерал-ванадат сатпаєвіт[40], сорт гладіолуса Академік Сатпаєв[41], бузку — Пам'яті академіка К. І. Сатпаєва[42], горобинець Oxitropis satpaevii (Bait.)[43].
- В Казахстані заснована премія Академії наук Казахстану в галузі природничих наук імені Каниша Сатпаєва[12]. Проводяться ювілейні наукові читання і конференції «Сатпаєвські читання»[44]
- На вшанування пам'яті Каниша Імантайовича Сатпаєва випущені поштові марки Казахстану, до 100-річчя від дня народження К. І. Сатпаєва у 1999 гоці Національним банком Республіки Казахстан була випущена пам'ятна монета номіналом 20 теньге.